# Kratom
Kratom (znanstveno ime Mitragyna speciosa) je tropska zimzelena rastlina, ki primarno uspeva v Jugovzhodni Aziji, Indokini in Maleziji in je domorodna rastlina Tajske, Indonezije, Malezije, Mjanmara in Papua Nove Gvineje. Uporaba te rastline v tradicionalnem zdravilstvu, na omenjenem območju, je bila zabeležena že v 19. stoletju. Kratom ima nekatere značilnosti opiatov in stimulantov.
Ker do leta 2013 ni bilo opravljenih nobenih kliničnih raziskav, s katerimi bi preučili učinke, ki jih ima kratom na zdravje, rastlina nima priznane nobene medicinske uporabnosti. Kljub temu pa se uporablja za lajšanje kroničnih bolečin in abstinenčne krize, v zadnjem času pa tudi v rekreativne namene. Učinki v povprečju nastopijo v 5 do 10 minutah po zaužitju in trajajo 2 do 5 ur. 
Stranski učinki, ki jih uporabniki lahko pričakujejo, so slabost, bruhanje in zaprtje, pa tudi epileptični napadi, odvisnost in psihoza, povišan krvni tlak, nespečnost ter poškodbe jeter. Ob prenehanju uporabe je možen pojav abstinenčne krize.
Tako kot pri vseh drugih opiatih lahko uporaba spodbudi težave s hipoventilacijo, vendar pa je medicinska literatura o tem vprašanju razdeljena; nekateri avtorji navedeni stranski učinek poudarjajo, drugi pa ga povsem zanemarjajo. Če kratom uživamo skupaj z drugimi substancami, lahko to početje vodi v smrt. V ZDA je bilo med letoma 2014 in 2016 zabeleženih 15 smrti, pri katerih je bil sokrivec kratom, vendar pa v nobenem od teh primerov kratom ni bil edini vzrok smrti. 

## Opis
Kratom je zimzelena rastlina, ki v višino zraste do 25 metrov, premer debla pa lahko meri do 90 cm. Deblo po navadi raste naravnost, lubje pa je gladko in sive barve. Listi so svetleči, temno zelene barve in lahko dosežejo od 14 do 20 cm v dolžino in 7 do 12 cm v širino, so ovalne oblike s špičastim koncem, z nasprotnim izraščanjem in imajo od 12 do 17 listnih žil. Cvetovi rastejo v šopih po trije skupaj, na koncu vej. Venčna cev meri v dolžino 2,5 do 3 mm, čašna cev pa je dolga 2 mm in ima 5 zarez.
M. speciosa je avtohtona na Tajskem, v Indoneziji, Maleziji, Mjanmaru in Papui Novi Gvinejii.

## Uporaba
V ZDA je DEA določila, da ne obstoja nikakršen legitimen način s katerim, bi kratom lahko uporabljali v medicini. Kljub temu, pa je rastlina postala zelo razširjena rekreacijska droga, o rastlini pa se širi mnenje, da uživanje rastline pomaga pri izboljšanju razpoloženja, lajša bolečine in pomaga pri zdravljenju od odvisnosti z opiati. Od leta 2013 dalje je bilo opravljenih tudi več raziskav, s katerimi bi ovrednotili uporabnost kratoma in njegovih izvlečkov, vendar ni bilo narejenih nobenih kliničnih raziskav, ki bi morebitne zdravilne učinke potrdile.  

### Lajšanje abstinenčne krize
Leta 1836 so kratom zabeležili kot nadomestek za opiate v Maleziji, z enakim namenom pa so ga uporabljali tudi na Tajskem v 19. stoletju. 
Podatkov, ki bi označili, kako pogosto se kratom uporablja širom sveta primanjkuje, deloma tudi zato ker, kratoma ni mogoče zaznati na običajnih testih za prepovedane substance. Delež ljudi, ki kratom uporabljajo narašča predvsem med tistimi, ki sami zdravijo kronične bolečine z opiati pridobljenimi brez recepta in večkrat menjajo učinkovine, ki naj bi jim pri tem pomagale. Do leta 2011 ni bilo objavljenih nobenih uradnih študij, ki bi preučile učinkovitost ali varnost uporabe kratoma kot učinkovine za zdravljenje odvisnosti od opiatov. 

### Tradicionalna uporaba
Pripadniki družb, ki živijo na območjih na katerih kratom domorodno uspeva, so kratom pogosto uporabljali v tradicionalni medicini. Žvečili so liste, da bi lajšali zobne bolečine, si tako dvignili energijo, apetit ali spolna poželenja. Liste ali njihove izvlečke so uporabljali za zdravljenje ran in kot lokalni anestetik, kot zdravilo proti kašlju, driski in črevesnim obolenjem. Kratom so prav tako pogosto uživali delavci, ki so delali v težkih ali monotonih razmerah, da bi odvrnili izčrpanje, si dvignili razpoloženje, ali lajšali bolečine. Na Tajskem so kratom uporabljali kot prigrizek, ki so ga ponudili gostom, prav tako pa je bil del ritualnega čaščenja prednikov in božanstev. Samo zelišče je zelo grenko, in je zato po navadi zaužito skupaj s sladilom. 

### Rekreativna uporaba
Preko celotne Jugovzhodne Azije, še posebej na Tajskem je med mladimi po letu 2010 koktejl poznan pod imenom 4x100 postal zelo popularen. Koktejl je narejen na čajni osnovi, narejen pa je iz kratomovih listov, sirupa proti kašlju, Coca-Cole in ledu. Ljudje ki so omenjeni koktejl uživali so bili pogosto zaznani bolj negativno kot tisti, ki so tradicionalno uživali kratom, vendar manj negativno kot tisti, ki so uživali heroin. Od leta 2012 je na Tajskem pitje omenjenega koktejla velik problem med mladimi, predvsem v treh provincah, ki mejijo na Malezijo. 
V ZDA je od leta 2015 kratom mogoče kupiti v vseh trgovinah, ki prodajajo tobak in kanabis. Nakup je mogoč tudi prek interneta. Predvsem zato, je razširjenost uporabe od takrat dalje neznana.